# Jason Dunham
Jason L. Dunham (ur. 10 listopada 1981, zm. 22 kwietnia 2004) – amerykański żołnierz.
Został drugim żołnierzem amerykańskim w ogóle i pierwszym z Korpusu Piechoty Morskiej Stanów Zjednoczonych pośmiertnie uhonorowanym Medalem Honoru za męstwo okazane podczas II wojny w Zatoce Perskiej. Medal został wręczony rodzinie Dunhama przez prezydenta George’a W. Busha na ceremonii w Białym Domu 11 stycznia 2007 roku. 
Podczas oficjalnej ceremonii, która miała miejsce 23 marca 2007 roku w rodzinnej miejscowości Dunhama sekretarz marynarki wojennej Stanów Zjednoczonych Donald Winter ogłosił nazwanie niszczyciela rakietowego typu Arleigh Burke na cześć Dunhama USS „Jason Dunham” (DDG-109). Stępkę pod budowę okrętu położono 11 kwietnia 2008 roku w stoczni Bath Iron Works w Bath w stanie Maine.
Decyzją prezydenta Busha z 14 marca 2006 roku na cześć Jasona Dunhama jego imieniem i nazwiskiem nazwano również budynek poczty w jego rodzinnym mieście.